# Uredsko poslovanje
Uredsko poslovanje je skup pravila, mjera u postupanju s pismenima, njihovu primanju i izdavanju pismena, njihovoj evidenciji i dostavi u rad, obradi, korištenju, otpremanju, čuvanju, izlučivanju i predaji arhivu ili drugom nadležnom tijelu. Obuhvaća primanje i pregledanje pošte, zavođenje spisa, njihovo dostavljanje u rad, administrativno-tehničku obradu, otpremanje pošte, razvođenje spisa, kao i njihovo odlaganje u arhiv (arhiviranje) i čuvanje. U pravilu, djelatnost upravnih tijela odvija se putem uredskog poslovanja što znači prikupljanje podataka o relevantnim činjenicama, te odabiranje i klasificiranje prikupljenih podataka s gledišta korisnosti, njihovo čuvanje na način koji osigurava brzo kompletiranje i korištenje, pretraženje i tražnje u cilju obrade i donošenja ključnih i drugih odluka